# José da Silva Rondon
José da Silva Rondon (? — Cuiabá, 8 de julho de 1897) foi um político brasileiro.
Foi 2º vice-governador de Mato Grosso, exercendo o governo interinamente de 1 de abril a 5 de junho de 1891.